# 梅塞克斯 (科羅拉多州)
梅薩克斯（英語：Messex）是位於美國科羅拉多州華盛頓縣的一個非建制地區。該地的面積和人口皆未知。

## 地理
梅薩克斯的座標為39°25′45″N 103°26′11″W / 39.42917°N 103.43639°W，而該地的平均海拔高度為1246米（即4088英尺）。